# José Mataix Monllor
José Mataix Monllor (Alcoy, 27 de septiembre de 1882-Alcoy, 1952) fue un pintor valenciano.

## Biografía
Fue alumno de los pintores alcoyanos Fernando Cabrera Cantó y Emilio Sala. En 1901 su paisaje La Mariola ganó un primer premio en la exposición de pintura de la Escuela Industrial de Alcoy.
En 1904 reside en Madrid y acude como alumno al taller del pintor Emilio Sala. Presenta varios cuadros a la Exposición Nacional de Bellas Artes, que le valió una mención honorífica por su pintura Les dotze. Más tarde, su familia le requirió que volviese a Alcoy para hacerse cargo del negocio familiar. Su forzada vuelta a Alcoy le restó posibilidades de continuar dándose a conocer como pintor en Madrid.
A su regreso a Alcoy recibió clases por parte de Fernando Cabrera Cantó en la Real Fabrica de Paños de Alcoy, del cual tal vez se convertiría en el discípulo más fiel.
José Mataix pintó numerosos paisajes tipícamente alcoyanos, de su comarca y de distintas partes de la Comunidad Valenciana, todos al natural. En sus obras podemos encontrar desde un incipiente neo-impresionismo hasta pinturas de influencia modernista.
En 1944 recibe la primera medalla en la Primera Exposición Provincial de Bellas Artes por la Diputación Provincial de Alicante. En 1946 realiza una exposición antológica en el Círculo Industrial de Alcoy y en 1947 en Bilbao. Realizó numerosas exposiciones de su obra en Alcoy, Valencia y Alicante.
Es considerado uno de los continuadores de la escuela de pintura alcoyana, sobre todo tras el fallecimiento del pintor Fernando Cabrera, maestro suyo.